# High and Dry
"High and Dry" és el primer senzill de l'àlbum The Bends, segon disc d'estudi de la banda britànica Radiohead. Fou publicat l'any 1995 com a doble cara-A junt amb "Planet Telex" i continua sent un dels hits més populars de la banda a les ràdios.

## Informació
La cançó fou enregistrada durant les sessions de gravació de Pablo Honey però finalment fou desestimada pel grup a causa del seu so. Per les gravacions del següent àlbum, The Bends, la cançó fou repescada i remasteritzada perquè concordava amb la resta de les cançons incloses en el nou treball. La versió que fou inclosa en l'àlbum fou la demo original finalment, que no fou regravada. Anys més tard, Yorke va indicar que no li agradava gens la cançó i que va rebre pressions per incloure-la a l'àlbum.
Van crear dos videoclips pel senzill, un produït pel mercat americà i un per l'europeu. El primer, dirigit per Paul Cunningham, presenta els membres del grup en un diner (Dick's Restaurant & Cocktails, de San Leandro) i s'hi produeix un crim. La versió europea és un videoclip en blanc i negre dirigit per David Mould, i es mostra la banda tocant en un desert. Realment fou la primera versió del videoclip però el grup no va quedar satisfet i van encarregar una nova versió. En la compilació de videoclips 7 Television Commercials (1998) només hi van incloure la versió americana, però en el Radiohead: The Best Of (2008) hi apareixen ambdós.
Diversos artistes han realitzat versions en diferents estils musicals. Per exemple, l'anglès Jamie Cullum va incloure una versió en el seu àlbum Pointless Nostalgic (2002) i en algunes versions internacionals del següent treball Twentysomething (2003). L'uruguaià Jorge Drexler va versionar la cançó mitjançant una guitarra acústica en l'àlbum 12 segundos de oscuridad. El grup cubà Los Van Van va fer una versió en l'estil timba i traduint la lletra a l'espanyol per incloure-la en l'àlbum solidari Rhythms del Mundo (2006). També els estatunidencs Yellowcard van realitzar una cover en una presentació Sessions@AOL, Bilal va versionar la cançó per l'àlbum de tribut a Radiohead Exit Music: Songs with Radio Heads (2006) i jacksoul ho va fer pel seu àlbum mySOUL (2006). La cantant estatunidenca Amanda Palmer va editar un àlbum de versions de Radiohead amb ukulele titulat Amanda Palmer Performs the Popular Hits of Radiohead on Her Magical Ukulele (2010) i "High and Dry" fou una de les cançons seleccionades per l'artista.

## Llista de cançons
CD1
1. "High and Dry" − 4:17
2. "Planet Telex" − 4:18
3. "Maquiladora" − 3:27
4. "Planet Telex" (Hexidecimal Mix) − 6:44

CD2
1. "Planet Telex" − 4:18
2. "High and Dry" − 4:17
3. "Killer Cars" − 3:02
4. "Planet Telex" (L.F.O. JD Mix) − 4:40

Vinil 12"
1. "Planet Telex" (Hexidecimal Mix) − 6:44
2. "Planet Telex" (L.F.O. JD Mix) − 4:40
3. "Planet Telex" (Hexidecimal Dub) − 7:32
4. "High and Dry" − 4:17

Estats Units
1. "High and Dry" − 4:16
2. "India Rubber" − 3:26
3. "Maquiladora" − 3:26
4. "How Can You Be Sure" − 4:21
5. "Just" (Directe des del fòrum) − 3:47